# Heracleum egrissicum
Heracleum egrissicum (лат.) — вид травянистых растений рода Борщевик (Heracleum) семейства Зонтичные (Apiaceae). Эндемик Грузии, классифицируемый Международным союзом охраны природы как «Вымирающий вид» («Endangered»).

## Ботаническое описание
Травянистое растение 15-40 см в высоту. Стебель бороздчатый, опушенный. Листья собраны преимущественно у основания стебля, обычно состоят из двух пар яйцевидных, неравномерно зубчатых по краю сегментов, первая пара черешковая, вторая сидячая. Зонтики 8-10-лучевые, листочки обертки и оберточки немногочисленные, ланцетовидные, обычно опадающие при цветении; цветки белые или слегка розоватые, внешние лепестки краевых цветков в зонтичках слегка увеличенные.
Плод — обратнояйцевидный вислоплодник, состоящий из двух полуплодиков. Полуплодики 8-10 мм в ширину и 7-9 мм в ширину.

## Распространение и экология
Эндемик Грузии. Известен из 4 или 5 мест в регионах Рача-Лечхуми  и Самегрело. Общая площадь популяций составляет около 50 км².
Кальцефил. Произрастает в среднем, верхнем и субальпийском горных поясах на высоте от 1000 до 2500 м над уровнем моря.

## Охранный статус
Вид внесен в Международную Красную книгу со статусом «Вымирающий вид». Однако, никакие меры по сохранению вида не предпринимаются.
Страдает от деградации мест обитания, вызванной чрезмерным выпасом скота.